# Колобані
Колобані (груз. ქოლობანი) — село в Грузії.
За даними перепису населення 2014 року в селі проживає 600 осіб.